# Csolpon-Ata repülőtér
A Csolpon-Ata repülőtér (kirgiz nyelven: Чолпон-Ата аэропорту, orosz nyelven: Чолпон-Атинский аэропорт) (ICAO: UAFG) Kirgizisztán egyik repülőtere, amely Csolpon-Ata közelében található. 
A Cholpon-Ata repülőtér az 1930-as években kezdte meg működését az Issyk-Kul-tó északi partján lévő leszállópályaként. A jelenlegi kifutópálya és terminál az 1970-es években épült. A kifutópálya 22 tonna súlykorlátozású, műszeres leszállási lehetőséggel nem rendelkezik, és csak a nappali órákban üzemel.
A Csolpon-Ata repülőteret jelenleg a Tamcsi repülőtér váltja fel, a kormányzati üdülőhelyek közelsége miatt tervezik VIP-repülőtérként való átépítését. 2003-ig Csolpon-Ata rendszeres összeköttetésben állt Biskekkel, Ossal és Dzsalalabaddal.

## Futópályák
A repülőtér futópályái:
- 16/34

## Forgalom
Az utasforgalom az elmúlt években az alábbi módon változott: